# Гарбологія
Гарбологія (від англ. Garbage — «сміття»), або сміттєзнавство, або сміттєлогія — окремий напрямок науки, який займається вивченням сміттєвих відходів, логістикою їх перевезення, системами їх утилізації, впливом даних процесів на екологічне середовище, дослідженням технологічних систем по переробці сміття в першу чергу як енергетичних ресурсів, систем використання продуктів, отриманих від переробки сміття, а також економіко — соціальних складових.
Склад сміття, стверджує гарбологія, як відбитки пальців, може сказати багато про що. Так, можна з'ясувати, до якого економічного типу відноситься «країна-виробник». Держави, що розвиваються відрізняються переважанням харчових відходів, розвинені — паперу та металу. «Перехідні» країни мають приблизно рівне співвідношення.